# セントラルスポーツ
セントラルスポーツ株式会社（Central Sports Co., Ltd.）は、東京都中央区に本社を置くスポーツクラブなどを運営する企業である。運営するスポーツクラブは、2012年3月末時点で全国に155店舗（うち業務受託店舗が40店舗）ある。

## 概要

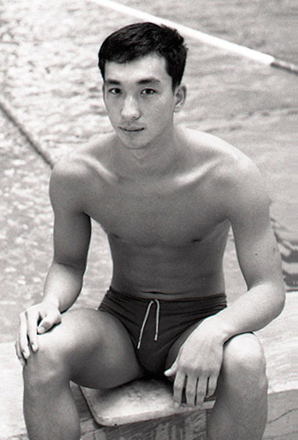
創業者後藤忠治（1964年東京オリンピックにて）

1964年東京オリンピック水泳代表選手であった後藤忠治を中心に、体操選手の小野喬、小野清子、遠藤幸雄らが参画して「世界に通用する水泳と体操の選手作り」を目的として設立された。所謂「スイミングスクール」を初めてビジネスとして成功させた企業でもある。現在でも、創業の中心を担った後藤忠治が代表取締役会長を務めており、また株式の面でも、後藤家の資産管理・投資会社であるセントラルトラスト社が発行済株式の28%超を保有する筆頭株主となっている。
スポーツクラブの設備は、プール、ジム、スタジオを中心に、店舗により各種のものがある。

## 略歴
- 1969年 - 体操及び水泳選手の育成を目的としてセントラルスポーツクラブを設立。
- 1970年 - 「セントラルスポーツクラブ株式会社」を設立。
- 1979年 - 現在の「セントラルスポーツ株式会社」に商号を変更。
- 1982年 - 「セントラルスポーツ研究所」を設立。医学・スポーツ科学の見地からさまざまな研究やプログラム開発を行い、その成果は各クラブでの科学的根拠に基づいたスポーツ指導や、オリンピック選手の育成等に活かされている[1]。
- 1983年 - スポーツクラブで初めて「フィットネスクラブ」の名称を用いたクラブを開設。
- 2000年 - 日本証券業協会（現・ジャスダック）に株式を店頭登録。
- 2002年 - 東京証券取引所第2部に上場。
- 2004年 - 東京証券取引所第1部に上場。
- 2013年 - 明治が運営していた明治スポーツプラザ（現・セントラルスポーツプラザ）の経営を引き継ぐ。
- 2019年 - 50mプールを備えた「セントラルフィットネスクラブ谷津」（ラボ・トレーニングセンター）が開業した[2][3]。

## 所属スポーツ選手

### 現役選手
- 金戸凜 - 水泳（飛込）
- 谷川翔 - 体操
- 北村郁弥 - 体操
- 前野風哉 - 体操
- 千葉健太 - 体操
- 萱和磨 - 体操
- 谷川航 - 体操
- 畠田千愛 - 体操

- 友野一希 - フィギュアスケート

### 競技引退選手・指導者
- 冨田洋之 - 体操
- 鹿島丈博 - 体操
- 伊藤華英 - 水泳（背泳ぎ）
- 稲田法子 - 水泳（背泳ぎ）
- 鈴木陽二 - 水泳
- 寺村美穂 [4] - 水泳（個人メドレー）
- 畠田瞳 - 体操

### 過去所属選手
- 田頭剛 - 体操
- 新島卓矢 - 体操
- 鈴木大地 - 水泳（背泳ぎ）
- 黒鳥文絵 - 水泳（個人メドレー）
- 森田智己 - 水泳（背泳ぎ）
- 近藤優 - 水泳（バタフライ）
- 松島美菜 - 水泳（平泳ぎ） - 2012年ロンドンオリンピック出場[5]
- 松元克央 [6] - 水泳（自由形）
- 金戸華 - 水泳（飛込）

## 所属インストラクター
- 平山美由紀（エアロビクス、パーソナルトレーナー）

## マスコミタイアップ
セントラルスポーツ×ホリプロ フィットネスタレントオーディション
2008年に、ホリプロと共同で「スポドル」と呼ばれるフィットネスタレントのオーディションを実施した。ただし、現段階ではその1回だけで、第2回実施の見通しは立っていない。
- 第1回グランプリ　檜木萌
2009年に続き2010年も、IR資料の表紙を飾った。

## 不祥事
2023年2月22日、セントラルスポーツクラブのキッズスクールに通っていた3歳の女児が、水泳指導員としてアルバイトをしていた20歳の大学生に女子トイレ内に連れ込まれ、大学生にフェラチオを強要された。両親が犯人と店長を問い詰め、事態を重く見たクラブが警視庁に報告し、被害女児の母親も被害届を提出した。大学生は4月13日に警視庁に強制わいせつ罪の容疑で逮捕された。被害女児は急な環境変更に伴う事件のトラウマ化を防ぐためにその後もこのクラブに通っているが、被害の影響で行動に変化が起き、両親も精神症状が現れている。担当弁護士は、容疑者の大学生とセントラルスポーツを、民事でも訴訟提起する方針である。大学生は「性癖というより出来心でやっちゃいました」「なんでこんなことになったのだろうって思います」と供述し、セントラルスポーツは「詳細を把握していないので何も申し上げることはありません」とコメントを出していない。
この事件に関し、西村ゆかは、セントラルスポーツが公式サイトでこの問題に一切触れていないことを挙げ、「すでに子供を通わせている親、入会を検討されている親は気を付けるように」とtwitterに投稿し、クラブの姿勢を批判した。